# Exocentrus rufithorax
Exocentrus rufithorax är en skalbaggsart som beskrevs av J. Linsley Gressitt 1935. Exocentrus rufithorax ingår i släktet Exocentrus och familjen långhorningar.
Artens utbredningsområde är Taiwan. Inga underarter finns listade i Catalogue of Life.